# Complementari
S'anomena conjunt complementari d'un conjunt A respecte d'un conjunt C el conjunt diferència C∖A (també escrit C−A). De vegades es representa com Ā.
Per exemple, si C = {1, 2, 3, ..., 9, 10} i A = {3, 4, 5, 6}, llavors Ā = {1, 2, 7, 8, 9, 10}.

## Propietats

### Complementari d'un conjunt respecte a si mateix
El complementari d'un conjunt C respecte a si mateix és el conjunt buit.
{\displaystyle {\overline {C}}=C\setminus C=\emptyset }

### Relació amb laintersecció
{\displaystyle A\setminus B=A\cap {\overline {B}}}

### Propietat involutiva
El complementari del complementari d'un conjunt és el mateix conjunt.
{\displaystyle {\overline {\overline {A}}}=A}

### Propietats de complementarietat
Per tal que dos conjunts siguin complementaris s'han de complir les propietats següents:
{\displaystyle {\overline {A}}\cup A=C}
{\displaystyle {\overline {A}}\cap A=\emptyset }

### Lleis de De Morgan
{\displaystyle {\overline {(A\cup B)}}={\overline {A}}\cap {\overline {B}}}
{\displaystyle {\overline {(A\cap B)}}={\overline {A}}\cup {\overline {B}}}